# Coleoxestia polita
Coleoxestia polita es una especie de escarabajo longicornio del género Coleoxestia, tribu Cerambycini, subfamilia Cerambycinae. Fue descrita científicamente por Waterhouse en 1880.

## Descripción
Mide 25 milímetros de longitud.

## Distribución
Se distribuye por Bolivia, Brasil y Ecuador.